# 퇴계로 (안동시)
퇴계로(退溪路)는 경상북도 안동시 운흥동 천리고가교 남단에서 시작하여, 도산면까지 이어지는 도로이다.

## 주요 경유지
- 천리고가교 남단
- 천리고가교 북단
- 목성교 사거리
- 안동시청
- 북문시장
- 안막동
- 와룡면 중가구리
- 도산면 서부리
- 도산면 온혜리
- 도산면 가송리

## 주요 교차 도로
- 경북대로
- 경동로
- 대안로
- 단원로
- 북순환로